# Tajni i fajni
Tajni i fajni (oryg. Spies in Disguise) – amerykański film animowany z 2019 w reżyserii Troya Quane'a i Nicka Bruno.

## Obsada
- Will Smith – Lance Sterling[1]
- Tom Holland – Walter Beckett
- Ben Mendelsohn – Killian
- Rashida Jones – Marcy Kappel
- Reba McEntire – Joy Jenkins[2]
- Rachel Brosnahan – Wendy Beckett[2]
- Karen Gillan – Eyes[3]
- DJ Khaled – Ears[3]
- Masi Oka – Katsu Kimura
- Carla Jimenez – Geraldine[4]